# 토드 보이스
토드 보이스(Todd Boyce, 1961년 7월 1일 ~ )는 미국의 배우이다.
콜럼버스에서 태어났다.

## 출연 작품
- 오리엔트 특급 살인 (2017년) - 판사 역
- 나는 부정한다 (2016년) - 네트워크 기자 역
- 에베레스트 (2015년) - 프랭크 피쉬벡 역
- 라파예트 (2006년) - 미스터 젠슨 역
- 4월의 어느 날 (2005년)
- 찰리와 초콜릿 공장 (2005년)
- 다운 (2001년)
- 가족 (2001년)
- 스파이 게임 (2001년)
- 에너미 라인스 (2001년)
- 스파이 마담 폴리 (1999년)
- 루비 링 (1997년)
- 다니엘 스틸 - 연인의 반지 (1996, The Ring)
- 대통령의 연인들 (1995년)
- 프랭키스 하우스 (1992년)
- 블루 아이스 (1992년)
- 마술 살인 (1991년)
- 18세의 불장난 (1989년)
- 응징자 (1989년)
- 특명 탈출 (1987년)

### 텔레비전
- 코로네이션 스트리트 (1996-97, 2007, 2022-23)